# Gabriel Fernández (cestista)
Gabriel Diego Fernández (Lomas de Zamora, 23 ottobre 1976) è un ex cestista e allenatore di pallacanestro argentino con cittadinanza italiana.
È il figlio di Rubén Fernández.

## Carriera
È stato campione olimpico con la nazionale di pallacanestro argentina ad Atene 2004, e medaglia d'argento al campionato mondiale maschile di pallacanestro 2002

### A Varese
A Varese resta quasi per tre stagioni e diventa presto "idolo" dei tifosi che gli dedicano più cori.
Nella disastrosa stagione 2007-08 lascia la Pallacanestro Varese per tornare in Argentina nel Boca Juniors.

## Palmarès

### Club
- Liga Sudamericana: 1

Estudiantes Olavarria: 2001
- Campionato argentino: 2

Estudiantes Olavarria: 2000-2001
Peñarol Mar del Plata: 2013-2014
- Campionato spagnolo: 1

Saski Baskonia: 2001-2002
- Copa del Rey: 1

Saski Baskonia: 2002
- Torneo Súper 8 de Básquet: 1

Peñarol Mar del Plata: 2013

### Nazionale
- Olimpiadi

 medaglia d'oro alle Olimpiadi 2004
- Mondiali

 Medaglia d'argento ai Mondiali 2002
quarta posizione ai Mondiali 2006